# Guillermo Molins
Guillermo Federico Molins Palmeiro, född 26 september 1988 i Montevideo, är en svensk fotbollstränare och tidigare spelare. Han är sedan 2024 tränare för Sarpsborg 08:s U23-lag. Han har under sin karriär spelat för bland annat Malmö FF, Panathinaikos, Anderlecht och Real Betis.

## Klubbkarriär

### Malmö FF
Molins gjorde allsvensk debut för Malmö FF under Sören Åkebys ledning den 2 oktober 2006, när han i den 87:e minuten blev inbytt i en match mot Hammarby IF. Efter två säsonger med två starter och några sporadiska inhopp blev han 2008 ordinarie i startelvan och gjorde sitt första allsvenska mål hemma på Malmö Stadion mot IF Elfsborg den 10 april.
Han var en starkt lysande stjärna när MFF vann guld 2010, då han stod för sju mål och lika många målgivande passningar. 

### Anderlecht
Molins blev i juni 2011 klar för den belgiska klubben RSC Anderlecht. Han skrev på ett fyraårskontrakt och förenades i klubben med förra MFF:aren Behrang Safari.
I sin första match för klubben, en träningsmatch mot Knokke, råkade Molins ut för en allvarlig korsbandsskada. Skadan höll honom borta från spel i nio månader innan han slutligen fick göra sin ligadebut för Anderlecht. Debuten kom den 18 mars 2012 i en match mot Sint-Truiden, där han blev inbytt i den 88:e minuten och två minuter senare kvitterade till 2–2. Det blev dock inte mycket mer spel för Molins under hans tid i Anderlecht, sammanlagt spelade han endast sju ligamatcher.

### Betis
I januari lånade Anderlecht ut Molins till Real Betis. Han gjorde sin debut för klubben mot Atlético Madrid i den spanska cupen. Han blev inbytt i andra halvlek i en match som slutade 1–1 men där Atlético Madrid gick vidare med totalt 3–1 efter två möten. Molins fick dock inte spela mer än fyra ligamatcher för Betis innan han återvände till Anderlecht.

### Återkomst i MFF
Den 11 augusti 2013 blev det klart att Molins återvände till Malmö FF, vilka han skrev på ett treårskontrakt med. Han gjorde mål direkt i återkomsten mot Kalmar FF på bortaplan. I omgång 29, i matchen mot Elfsborg där Malmö FF säkrade allsvenska segern, gjorde han båda målen i matchen som slutade 2–0 till Malmö FF. Molins ådrog sig ännu en korsbandsskada sommaren 2014 och det dröjde över ett år innan han var helt smärtfri. 
Efter en långdragen kontraktsförhandling gick MFF och Molins skilda vägar sommaren 2016.

### Panathinaikos
I februari 2017 värvades Molins av grekiska Panathinaikos, där han skrev på ett 1,5-årskontrakt.

### Tredje sejouren i Malmö FF
Den 25 juli 2018 återvände Molins för andra gången till Malmö FF, där han skrev på ett 3,5-årskontrakt. I augusti 2020 kom Molins överens med Malmö FF om att bryta sitt kontrakt i förtid.

### Norge
Den 16 september 2020 skrev Molins på ett kontrakt över resten av säsongen med norska Sarpsborg 08. I april 2021 värvades Molins av Rosenborg BK, där han återförenades med tränaren Åge Hareide. I augusti 2021 återvände Molins till Sarpsborg 08, där han skrev på ett kontrakt över resten av säsongen. I januari 2022 förlängde Molins sitt kontrakt med ett år.

## Landslagskarriär
Molins debuterade för Sveriges U21-landslag den 25 maj 2008 i en träningsmatch mot Portugal. Han blev uttagen i truppen till U21-EM 2009 i Sverige och fick göra två inhopp under turneringen, mot Vitryssland och England. Den 20 januari 2010 representerade han för första gången Sveriges A-landslag, i en träningsmatch mot Oman.

## Tränakarriär
Efter att varit klubblös under hela säsongen meddelade Molins i november 2023 att han avslutade sin spelarkarriär och istället blev tränare för Sarpsborg 08:s U23-lag.